# Ходзеский повет
Ходзеский повет (пол. Powiat chodzieski) — повет (район) в Польше, входит как административная единица в Великопольское воеводство. Центр повета — город Ходзеж. Занимает площадь 680,58 км². Население — 47 534 человека (на 31 декабря 2015 года).

## Административное деление
- города: Будзынь, Ходзеж, Маргонин, Шамоцин
- городские гмины: Ходзеж
- городско-сельские гмины: Гмина Будзынь, Гмина Маргонин, Гмина Шамоцин
- сельские гмины: Гмина Ходзеж

## Демография
Население повета дано на 31 декабря 2015 года.
| Перепись            | Всего | Мужчины | Женщины |
| ------------------- | ----- | ------- | ------- |
| Всего               | 47534 | 23364   | 24170   |
| Городское население | 26548 | 12715   | 13833   |
| Сельское население  | 20986 | 10649   | 10337   |